# Johan Veugelers
Johan Veugelers (Weert, 23 april 1987) is een Nederlandse accordeonist en zanger.

## Levensloop

### Jeugd
Aangemoedigd door zijn opa nam Veugelers zijn eerste accordeonlessen op zesjarige leeftijd. Een jaar later stond hij voor de eerste keer op het podium. Naast zijn accordeonlessen begon hij op dezelfde leeftijd ook met drum / slagwerklessen bij de muziekschool in Weert. Vanaf 16-jarige leeftijd bij Kreato in Thorn, hier volgde hij op latere leeftijd ook de cursus tot slagwerkinstructeur.

### Drumcarrière
Johan Veugelers werd van 2002 tot en met 2006 Limburgs en Nederlands kampioen slagwerk. In 2006 won hij samen met zijn collegaslagwerkers Luc Houben en Danny Joosten het Wereld Muziek Concours te Kerkrade in de Top Divisie. In 2009 werd hij genomineerd voor een Friends-For-Music Award, welke werd uitgereikt in de Maaspoort te Venlo. Veugelers werkte als drummer onder andere samen met Alessandro Safina, Paul de Leeuw, Ilse de Lange, Roel van Velzen, Alain Clark, Caro Emerald en Boris Titulaer.

### Accordeoncarrière
Vanaf februari 2011 tot december 2014 had Veugelers en platencontract bij platenmaatschappij Universal en vormde hij samen met Annelies Winten het accordeonduo The Sunsets. Zij verkochten in totaal 140.000 albums en behaalden in Vlaanderen meerdere hitlijstnoteringen. Hun laatste optreden vond plaats op 7 februari 2016 op de kermis van Zoersel.
In februari 2014 begon hij zijn solocarrière. Vanaf 2015 was hij naast zijn werk als solist actief bij de Vlaamse ambiancegroep De Stoempers. In 2019 verliet hij deze groep.
Met het nummer De vrolijke koster deed Veugelers in 2018 mee aan het televisieprogramma Topper Gezocht!.

## Discografie[3]
| Single met hitnotering(en) in de Vlaamse Ultratop 50 | Datum van verschijnen | Datum van binnenkomst | Hoogste positie | Aantal weken | Opmerkingen                 |
| ---------------------------------------------------- | --------------------- | --------------------- | --------------- | ------------ | --------------------------- |
| Aan alle mooie meiden                                | 2014                  | 19-04-2014            | tip77           | -            |                             |
| Vlaamse nachten                                      | 2014                  | -                     | -               | -            |                             |
| Ik was nooit een casanova                            | 2014                  | -                     | -               | -            |                             |
| Hey jij                                              | 2015                  | -                     | -               | -            |                             |
| Hou me vast                                          | 2016                  | 04-06-2016            | tip             | -            | Nr. 44 in de Vlaamse Top 50 |
| Blootvoets dansen                                    | 2016                  | 29-10-2016            | tip             | -            | Nr. 43 in de Vlaamse Top 50 |
| Ruitenwisser                                         | 2017                  | 28-01-2017            | tip             | -            | Nr. 31 in de Vlaamse Top 50 |
| Schreeuw het uit                                     | 2017                  | 10-06-2017            | tip             | -            |                             |
| Beloof me                                            | 2017                  | 04-11-2017            | tip             | -            |                             |
| One night stand                                      | 2018                  | 17-03-2018            | tip             | -            | Nr. 30 in de Vlaamse Top 50 |
| De 12e man!                                          | 2018                  | 09-06-2018            | tip             | -            | Nr. 28 in de Vlaamse Top 50 |
| Ga je mee                                            | 2018                  | -                     | -               | -            |                             |
| Een man van amore                                    | 2019                  | 09-03-2019            | tip             | -            | Nr. 31 in de Vlaamse Top 50 |
| Voel je thuis                                        | 2019                  | 13-04-2019            | tip             | -            | Nr. 27 in de Vlaamse Top 50 |
| Rucki Zucki                                          | 2019                  | 07-09-2019            | tip             | -            | met Jean-Marie Pfaff        |
| Pijn in m'n kop                                      | 2020                  | 07-03-2020            | tip             | -            | Nr. 34 in de Vlaamse Top 50 |
| Doe de helikopter                                    | 2021                  | 20-03-2021            | tip             | -            | Nr. 31 in de Vlaamse Top 50 |
| Koffie koffie hier                                   | 2022                  | -                     | -               | -            |                             |
| Trein gemist                                         | 2023                  | -                     | -               | -            |                             |